# دریاچه لوئیز (آلبرتا)
دریاچه لوئیس (انگلیسی: Lake Louise) که اقوام اولیه کانادا آن را دریاچه ماهی‌های کوچک می‌نامیدند، یک دریاچه یخچالی در پارک ملی بنف در ایالت آلبرتای کانادا است. این دریاچه در ۵ کیلومتری غرب لیک لوئیس، آلبرتا و بزرگراه ترنس کانادا قرار دارد.